# Eumastacops parishi
Eumastacops parishi is een rechtvleugelig insect uit de familie Eumastacidae. De wetenschappelijke naam van deze soort is voor het eerst geldig gepubliceerd in 1942 door Rehn & Rehn.